# 唐尼維爾 (加利福尼亞州)
唐尼維爾（英語：Downieville）是位於美國加利福尼亞州謝拉縣的一個人口普查指定地區及該縣的縣城。

## 地理
唐尼維爾的座標為39°34′03″N 120°48′44″W / 39.56750°N 120.81222°W，而該地最高點為海拔高度904米（即2966英尺）。

## 人口
根據2010年美國人口普查的數據，唐尼維爾的面積為8.252平方千米，當中陸地面積為8.238平方千米，而水域面積為0.014平方千米。當地共有人口282人，而人口密度為每平方千米34人。